# Нестериха (Тарногский район)
Нестериха — деревня в Тарногском районе Вологодской области.
Входит в состав Маркушевского сельского поселения, с точки зрения административно-территориального деления — в Маркушевский сельсовет.
Расстояние по автодороге до районного центра Тарногского Городка — 25 км, до центра муниципального образования Заречья — 3 км. Ближайшие населённые пункты — Слободка, Шевелевская, Андреевская.
По переписи 2002 года население — 3 человека.